# Nola Hatterman
Nola Hatterman (née Nola Henderika Petronella Hatterman le 12 août 1899 à Amsterdam, Pays-Bas; morte le 8 mai 1984 à Paramaribo, Suriname) fut un peintre et une actrice néerlandaise.

## Biographie
Nola Hatterman joua entre autres pour la Koninklijke Vereeniging Het Nederlandsch Tooneel.

## Filmographie
- 1925 : Oranje Hein
- 1920 : Geeft ons kracht
- 1920 : Helleveeg
- 1916 : Majoor Frans

## Sources de la traduction
- (nl) Cet article est partiellement ou en totalité issu de l’article de Wikipédia en néerlandais intitulé « Nola Hatterman » (voir la liste des auteurs).